# Laspeyria flexula
Crochet
« Crochet (papillon) » redirige ici. Pour les autres significations, voir Crochet.
Espèce
Le Crochet (Laspeyria flexula) est une espèce de lépidoptères (papillons) nocturnes de la famille des Erebidae et de la sous-famille des Boletobiinae.

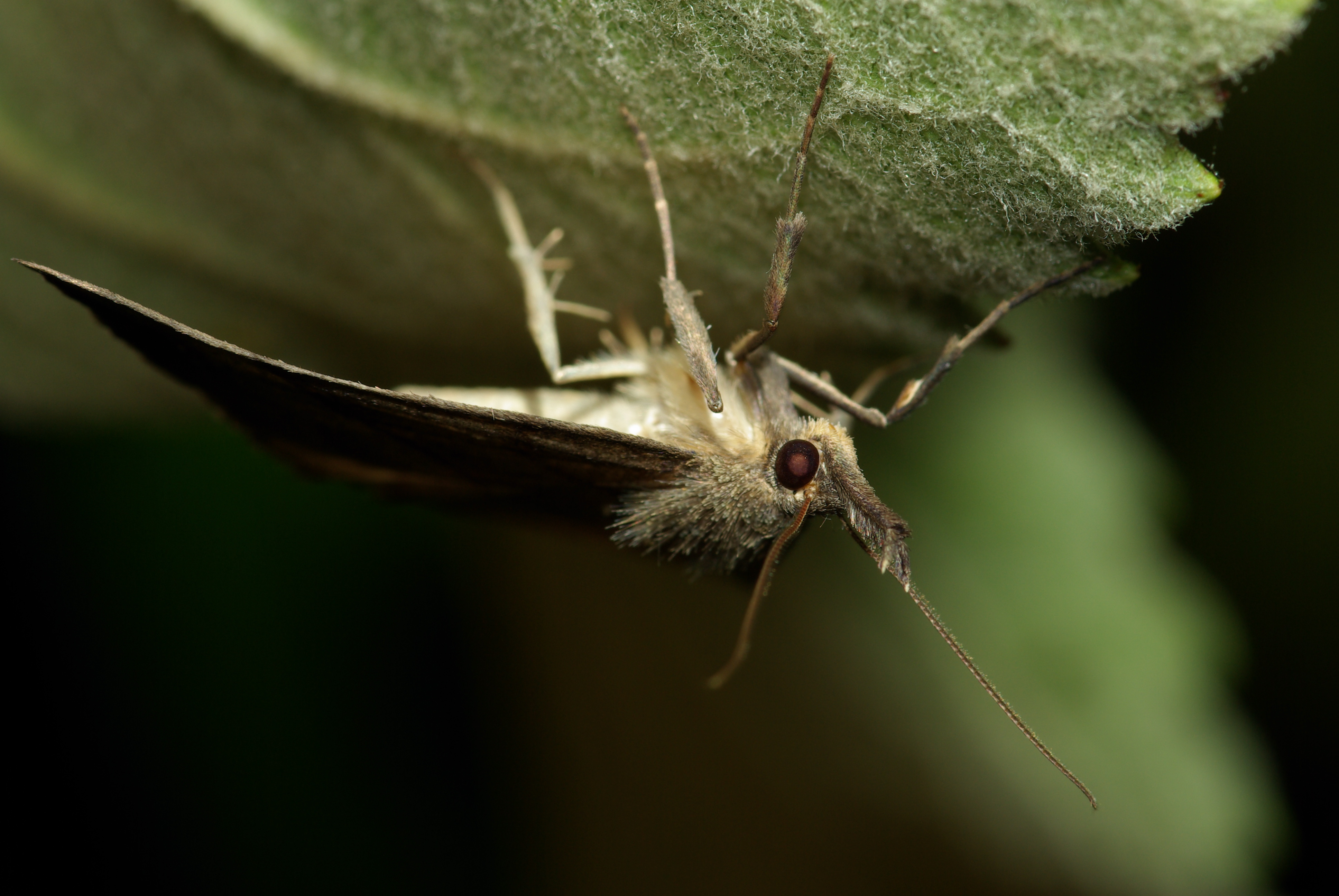
Photographié à Saint-Pierre-le-Vieux (Vendée), en France.

## Noms vernaculaires
Laspeyria flexula se nomme le Crochet en français, Nadelwald-Flechteneule en allemand et Beautiful Hook-tip en anglais,.

## Description
L'imago de Laspeyria flexula est un papillon triangulaire d'une envergure de 23 à 27 mm, de couleur beige à grise, marqué de deux fines lignes jaune clair parallèles au bord externe et qui délimitent les ailes en trois parties. 

## Biologie

### Période de vol et hivernation
Laspeyria flexula hiverne au stade de chenille.
On peut observer l'imago de la mi-juin à mi-août, avec un pic à la mi-juillet. 
L'espèce est bivoltine dans le Sud de la France.

### Plantes hôtes
Les plantes hôtes de la chenille sont des lichens,.

## Distribution et biotopes
Laspeyria flexula est ou était présent dans toute l'Eurasie, Europe, Moyen-Orient, Sibérie et Japon. Il est relativement courant en Europe occidentale, du Sud de la Scandinavie au Nord de l'Espagne. 
En France métropolitaine, il est présent dans quasiment tous les départements, dont ceux de Corse.

### Biotope
L'espèce se rencontre dans les zones boisées plutôt fraîches, où sa chenille se nourrit de lichens et d'algues (Protococcus) épiphytes des écorces et branches d'aubépine, prunellier, mélèze. 

## Taxonomie
L'espèce actuellement appelée Laspeyria flexula a été décrite par les entomologistes Denis & Schiffermüller en 1775 sous le nom initial de Bombyx flexula.

### Protection
L'espèce n'a pas de statut de protection particulier en France.